# Alexandre Malagoli
Œuvres principales
- La Pierre de Tu-Hadj
- Genesia - Les Chroniques pourpres

Alexandre Malagoli, né en 1976 en Bretagne, est un auteur français de fantasy qui s'est fait connaître avec son cycle La Pierre de Tu-Hadj.

## Œuvres

### SérieLa Pierre de Tu-Hadj
1. La pierre de Tu-Hadj T1, Le Livre de poche, 2007  (ISBN 978-2253118022) : regroupe 2 suivants
  1. Le Sang d'Arion, Mnémos, 1999  (ISBN 978-2911618529)
  2. Les Voix de la mer, Mnémos, 2000  (ISBN 978-2911618581)
2. La pierre de Tu-Hadj T2, Le Livre de poche, 2008  (ISBN 978-2253122302) : regroupe 2 suivants
  1. Celle-qui-dort, Mnémos, 2001  (ISBN 978-2911618673)
  2. Les Dragons étoilés, Mnémos, 2002  (ISBN 978-2911618741)

### SérieGenesia - Les Chroniques pourpres
1. Sorcelame, Bragelonne, 2003
2. La Septième Étoile, Bragelonne, 2005
3. L'Heure du dragon, Bragelonne, 2006
4. La Dernière Prophétesse, Bragelonne, 2012Publié uniquement dans l'intégrale Genesia - Les Chroniques pourpres -puis disponible au format numérique en 2013

- Genesia - Les Chroniques pourpres - Intégrale, Bragelonne, 2012

### SérieL'Archipel de la Lyre
1. Les Chevaliers d'écume, Bayard, 2002
2. Le Magicien sans visage, Bayard, 2002
3. Le Cimetière des dragons, Bayard, 2003

### SérieLa Trilogie du roi sauvage
1. Sanctuaire, Bragelonne, 2012

### Roman indépendant
- Le Seigneur de cristal, Bragelonne, 2002